# 全缘桤叶树
全缘桤叶树（学名：Clethra cavaleriei var. subintegrifolia）为桤叶树科桤叶树属下的一个变种。

## 扩展阅读
- 維基物種上的相關：全缘桤叶树